# Premi Lluís Guarner
El Premi Lluís Guarner és un premi cultural valencià concedit pel Patronat Lluís Guarner de la Generalitat Valenciana en l'àmbit de la creació, la traducció i la divulgació a qualsevol autor que mantingui especials vincles amb la Comunitat Valenciana.
El premi es va instituir després de la mort de l'escriptor Lluís Guarner que en seu testament va establir que els seus bens els heretés la Generalitat Valenciana perquè destinarà els fons al «establiment d'un premi, pensió o beca de finalitat cultural». A tal fi es va disposar en 1989 la formació d'un patronat per a donar compliment a les finalitats establertes en el testament i es va reglamentar el procediment de gestió per a garantir el seu adequat ús.
Al principi el premi tenia un caràcter més literari dins de l'àmbit de les humanitats, si bé es va anar ampliant fins a englobar altres àrees com la divulgació científica.
El primer premi es va atorgar en 1990 i el premiat va ser Manuel Alvar López. En 2017 estava dotat amb 15.025 euros i el seu lliurament es duu a terme a la Biblioteca Valenciana.

## Guardonats
Relació de premiats:
| - 1990: Manuel Alvar López - 1991: Miquel Batllori Munné - 1992: Domingo Fletcher Valls - 1993: Sociedad Castellonense de Cultura - 1994: Alberto Sánchez Sánchez - 1995: (no convocado) - 1996: Juan José Barcia Goyanes - 1997: José Esteve Forriol - 1998: José Albi Fita] - 1999: Juan Luis Alborg Escarti - 2000: Manuel Valdivia Ureña - 2001: Vicente Soto Iborra - 2002: Ignacio Soldevila Durante - 2003: Vicenç María Rossello Verger - 2004: Víctor Fairén Guillén | - 2005: Ramón Arnau García - 2006: Antonio Mestre Sanchis - 2007: José Luis Aguirre Sirera - 2008: Juan Garcés Queralt - 2009: María Beneyto Cuñat - 2010: Juan José Estellés Ceba - 2011: Colegio Mayor San Juan de Ribera - 2012: Antonio García Vilanova - 2013: Guillermo Carnero Arbat - 2014: María Luz Terrada Ferrandis - 2015: José Luis Peset Reig - 2016: Manuel Costa Talens - 2017: Antonio Ferraz Fayos - 2018: Julia Sevilla Merino - 2019: Carmen Aranegui - 2020: Jesús Conill |